# Dede Sulaiman
Dede Sulaiman là một cầu thủ bóng đá người Indonesia hiện tại thi đấu cho Persipura Jayapura ở vị trí thủ môn ở Indonesia Super League.